# Nashville/Perché è così
Nashville/Perché è così è un singolo di Pupo pubblicato nel 1982.
La prima traccia è dedicata alla capitale del Tennessee, città presso la quale l'interpreta anche in un suo concerto dei primi anni ottanta.
Entrambe le tracce sono incluse nell'album Lo devo solo a te.

## Tracce
1. Nashville – 3:25
2. Perché è così – 3:30